# 행동 지침
행동지침(code of conduct)은 국가간의 합으로서 특히 국제기구 내에서 통일적인 행동의 표본을 마련하는 데 이용된다. 그것은 국제법상의 조약이 아니고, 국가 또는 다른 단체(예컨대 다국적기업)에 대한 법적 구속력이 없는 권고이며, 국제경제 및 자본교류를 가능한 한 분규 없이 이루어지도록 하는 데 기여한다. 행동강령, 행동규범, 윤리복무규범, 윤리강령, 윤리규약 등으로도 부른다.

## 제정권
행동강령의 제정권은 모든 내국인, 외국인, 국내법인, 외국법인, 각국 정부 등이다. 즉, 법적 구속력이 없는 권고의 한 종류이기 때문에, 특별히 제정권력이 제한되지 않는다.

## 구속력
행동강령은 원래 법률상(de jure) 구속력이 없고 사실상(de facto) 구속력만 인정되는 연성법(soft law) 질서의 규범이다. 그러나, 미국 정부나 대한민국 정부는 대통령령이나 각 기관장들의 훈령 등으로 행동강령을 자주 제정하는데, 이런 경우에는 법률상 구속력까지도 인정된다.

## 지방분권
대한민국의 지방의회도 행동강령을 제정하곤 하는데, 지방자치단체장과 지방의회는 국회의 법률이 위임한 경우에만 법률상(de jure) 구속력이 있는 조례, 규칙을 제정할 수 있다. 그러나, 국회의 법률이 위임하지 않은 경우에도 법률상(de jure) 구속력이 없고 사실상(de facto) 구속력만 인정되는 행동강령의 제정은 자유롭다. 따라서, 지방자치단체장과 지방의회의 실질적인 자치권을 크게 확대할 수 있다.

## 기업
대기업들이 윤리경영을 표방하면서, 행동강령을 제정하는 뉴스가 자주 보도된다.

## 재판
행동강령은 법률상 구속력이 없고 사실상 구속력만 있는 연성법이므로, 국제법이나 국내법으로 엄격한 기준하에 설치된 법원의 재판을 통한 비난, 즉 법적 비난을 할 수 없다. 그렇다고 연성법의 재판이 경성법의 재판 보다 엄격하다는 것은 아니고, 경성법의 재판은 반드시 엄격하게 구성된 법원의 재판을 하여야만 하나, 연성법의 재판은 누구나 자유롭게 할 수 있다. 즉, 시민단체가 스스로 재판하여 윤리적 비난을 하는 언론보도, 광고, 시위를 할 수 있다. 회사의 직장상사 등 보다 우월한 권력을 가진 사람이 자유롭게 혼자서 판단을 하여 조치할 수도 있다. 친구나 가족 등이 스스로 판단하여 윤리적 비난이나 시정을 권고할 수도 있다.
대통령령이나 회사의 사규 등 법적 구속력이 있는 행동강령을 위반한 경우에는, 윤리적 비난 뿐만이 아니라, 법원의 재판을 통한 법적 비난도 가할 수 있다.

## 처벌
행동강령은 원칙적으로 법적 구속력이 없는 권고의 하나이다. 그러나 연성법(soft law)으로서, 위반시에는 법률상(de jure) 형사처벌을 할 수는 없지만, 사실상(de facto) 처벌을 할 수 있다.
사실상 처벌로는 종합적 사유에 의한 직위해제, 좌천, 대기발령, 해고 등이 가능하며, 이러한 인사권이 없는 경우, 예컨대 시민단체와 정부의 관계의 경우에는, 언론이나 시위를 통한 도의적 비난을 가해 시정조치나 관련자 인사조치 등을 압박할 수 있다. 도의적 비난을 윤리적 비난, 도덕적 비난이라고도 한다.
상위의 국회 법률의 위임에 따라 정부, 공공기관, 민간기업 등의 행동강령이 제정된 경우에는 법률상(de jure) 구속력이 인정되므로, 이런 경우에는 형사법원에서 법률상 처벌까지도 할 수 있다.

## 연성법
법적 비난을 통한 통치를 경성법(hard law) 질서, 동양에서는 법가사상의 법치라고 하며, 윤리적 비난을 통한 통치를 연성법(soft law) 질서, 동양에서는 유가사상의 예치, 덕치라고 한다. 즉, 행동강령에 의한 규범질서는 법가 보다는 유가의 공자가 주장하던 통치 방식이다. 세계 2차대전 이후, 미국을 중심으로 하여 공자의 연성법적 통치가 크게 유행하고 있다.
예를 들어, 세계인권선언의 경우, 제정당시 경성법인 세계인권규약으로 할 것인가, 연성법인 세계인권선언으로 할 것인가에 대한 논의가 있었다. 경성법은 전세계 국가들이 모두 국내 의회에서 비준을 하는 등, 제정절차가 매우 까다롭다. 그렇다고, 그렇게 제정절차가 까다로운 경성법으로 만든다고 하더라도, 국제법정에서 소송을 통한 법적 비난이 사실상 힘들다. 따라서, 법적 비난이 힘들 것이라면, 굳이 제정절차가 까다로운 경성법 보다는 연성법인 선언으로 제정하여, 위반시에는 미국을 중심으로 한 선진국들이 윤리적 비난을 하여 해당국이 인권에 대한 시정조치를 취하게 압박하자는 견해가 채택되었고, 그래서 선언으로 제정하기로 하였다. 그 이후에, 경성법도 만들자고 하여 사회권 규약(A규약), 자유권 규약(B규약)의 국제인권규약이 제정되었고, 북한도 가입하였으나, 역시, 국제 재판소를 통한 법적 비난으로 시정조치나 손해배상을 요구하기는 힘든 현실이다.

## 행동강령의 사례

### 대한민국 정부
- 공무원행동강령 - 부패방지법 제8조에 근거하여 2003년 2월 18일 대통령령 제17906호로 공포되었다.
- 경찰행동강령 - 2003년 '경찰청공무원의 청렴유지 등을 위한 행동강령규칙'이 경찰청 훈령 제396호로 제정되었다.
- 군인복무규율(Military Code of Conduct) - 1966년 3월 15일 대통령령 제2465호로 제정되었다. 군인들이 항상 소지하고 다닌다.

### 기타
- 언론윤리강령 - 1934년 미국신문기자조합(American Newspaper Guild)이 7개항의 '행동윤리강령'을 제정했다.
- 유엔법집행공직자행동강령(UN Code of Conduct for Law Enforcement Officials) - 2013년 12월 24일 엠네스티는 한국 정부의 민주노총에 대한 경찰력 투입이 유엔법집행공직자행동강령 위반이라고 비난했다. 유엔의 이 행동강령은 한국에서 법률의 효력이 없다. 이렇게, 행동강령은 법률상 구속력은 없어도 사실상 구속력이 있어서, 도의적 비난의 근거가 될 수 있다.[1]
- 미군복무규율(en:Code of the United States Fighting Force) - 한국전쟁의 교훈으로 제정되었다. 아이젠하워 대통령이 행정명령 10631호로 1955년 8월 17일 제정했다.

## 같이 보기
- 조약
- 연성법